# Vòng loại Giải vô địch bóng đá nữ châu Âu 1984
Vòng loại của Giải vô địch bóng đá nữ châu Âu 1984 diễn ra từ 18 tháng 8 năm 1982 tới 28 tháng 10 năm 1983. Các đội đứng đầu lọt vào vòng sau.

## Kết quả

### Bảng 1
| Đội       | Đ  | Tr | T | H | B | BT | BB |
| --------- | -- | -- | - | - | - | -- | -- |
| Thụy Điển | 12 | 6  | 6 | 0 | 0 | 26 | 1  |
| Na Uy     | 7  | 6  | 3 | 1 | 2 | 10 | 6  |
| Phần Lan  | 4  | 6  | 2 | 0 | 4 | 5  | 17 |
| Iceland   | 1  | 6  | 0 | 1 | 5 | 2  | 19 |

| Phần Lan | 0–6 | Thụy Điển |
| -------- | --- | --------- |
|          |     |           |

| Na Uy             | 2–2                                                 | Iceland                                   |
| ----------------- | --------------------------------------------------- | ----------------------------------------- |
| Kneppen · Landsem | Chi tiết 1 (tiếng Na Uy) Chi tiết 2 (tiếng Iceland) | Gunnlaugsdóttir 12' · Valdimarsdóttir 27' |

| Iceland | 0–6 | Thụy Điển |
| ------- | --- | --------- |
|         |     |           |

| Phần Lan | 0–3                    | Na Uy                       |
| -------- | ---------------------- | --------------------------- |
|          | Chi tiết (tiếng Na Uy) | Nielsen · Frøiland · Nyborg |

| Thụy Điển | 2–0 | Na Uy |
| --------- | --- | ----- |
|           |     |       |

| Thụy Điển | 5–0 | Phần Lan |
| --------- | --- | -------- |
|           |     |          |

| Iceland | 0–1                    | Na Uy   |
| ------- | ---------------------- | ------- |
|         | Chi tiết (tiếng Na Uy) | Nielsen |

| Na Uy           | 3–0                    | Phần Lan |
| --------------- | ---------------------- | -------- |
| Støre · Stendal | Chi tiết (tiếng Na Uy) |          |

| Iceland | 0–2 | Phần Lan |
| ------- | --- | -------- |
|         |     |          |

| Thụy Điển | 5–0 | Iceland |
| --------- | --- | ------- |
|           |     |         |

| Phần Lan | 3–0 | Iceland |
| -------- | --- | ------- |
|          |     |         |

| Na Uy  | 1–2                    | Thụy Điển |
| ------ | ---------------------- | --------- |
| Nyborg | Chi tiết (tiếng Na Uy) | ?? · ??   |

Thụy Điển lọt vào vòng chung kết.

### Bảng 2
| Đội              | Đ  | Tr | T | H | B | BT | BB |
| ---------------- | -- | -- | - | - | - | -- | -- |
| Anh              | 12 | 6  | 6 | 0 | 0 | 24 | 1  |
| Scotland         | 7  | 6  | 3 | 1 | 2 | 9  | 8  |
| Cộng hòa Ireland | 5  | 6  | 2 | 1 | 3 | 6  | 14 |
| Bắc Ireland      | 0  | 6  | 0 | 0 | 6 | 5  | 21 |

| Bắc Ireland | 1–2 | Scotland |
| ----------- | --- | -------- |
|             |     |          |

| Anh | 7–1 | Bắc Ireland |
| --- | --- | ----------- |
|     |     |             |

| Scotland | 3–0 | Cộng hòa Ireland |
| -------- | --- | ---------------- |
|          |     |                  |

| Bắc Ireland | 1–2 | Cộng hòa Ireland |
| ----------- | --- | ---------------- |
|             |     |                  |

| Scotland | 0–4 | Anh |
| -------- | --- | --- |
|          |     |     |

| Cộng hòa Ireland | 0–1 | Anh |
| ---------------- | --- | --- |
|                  |     |     |

| Cộng hòa Ireland | 1–1 | Scotland |
| ---------------- | --- | -------- |
|                  |     |          |

| Scotland | 3–0 | Bắc Ireland |
| -------- | --- | ----------- |
|          |     |             |

| Bắc Ireland | 0–4 | Anh |
| ----------- | --- | --- |
|             |     |     |

| Anh | 2–0 | Scotland |
| --- | --- | -------- |
|     |     |          |

| Anh | 6–0 | Cộng hòa Ireland |
| --- | --- | ---------------- |
|     |     |                  |

| Cộng hòa Ireland | 3–2 | Bắc Ireland |
| ---------------- | --- | ----------- |
|                  |     |             |

Anh lọt vào vòng chung kết.

### Bảng 3
| Đội        | Đ  | Tr | T | H | B | BT | BB |
| ---------- | -- | -- | - | - | - | -- | -- |
| Ý          | 10 | 6  | 5 | 0 | 1 | 12 | 1  |
| Pháp       | 7  | 6  | 2 | 3 | 1 | 4  | 4  |
| Thụy Sĩ    | 5  | 6  | 1 | 3 | 2 | 4  | 6  |
| Bồ Đào Nha | 2  | 6  | 0 | 2 | 4 | 1  | 10 |

| Thụy Sĩ             | 2–0      | Bồ Đào Nha |
| ------------------- | -------- | ---------- |
| Barmettler 33' · ?? | Chi tiết |            |

| Pháp       | 1–0                   | Ý |
| ---------- | --------------------- | - |
| Musset 28' | Chi tiết (tiếng Pháp) |   |

| Ý                     | 3–0      | Bồ Đào Nha |
| --------------------- | -------- | ---------- |
| Vignotto 4', 26', 32' | Chi tiết |            |

| Bồ Đào Nha | 0–0      | Pháp |
| ---------- | -------- | ---- |
|            | Chi tiết |      |

| Pháp                  | 2–0      | Bồ Đào Nha |
| --------------------- | -------- | ---------- |
| Wolf 14' · Musset 32' | Chi tiết |            |

| Bồ Đào Nha    | 1–1      | Thụy Sĩ |
| ------------- | -------- | ------- |
| Alfredina 60' | Chi tiết | ??      |

| Ý                                 | 3–0                   | Pháp |
| --------------------------------- | --------------------- | ---- |
| Vignotto 8', 59' · Ferraguzzi 24' | Chi tiết (tiếng Pháp) |      |

| Pháp       | 1–1                   | Thụy Sĩ           |
| ---------- | --------------------- | ----------------- |
| Musset 27' | Chi tiết (tiếng Pháp) | Moser 50' (ph.đ.) |

| Thụy Sĩ | 0–2                | Ý                                |
| ------- | ------------------ | -------------------------------- |
|         | Chi tiết (tiếng Ý) | Morace 8' · Vignotto 73' (ph.đ.) |

| Bồ Đào Nha | 0–2      | Ý                 |
| ---------- | -------- | ----------------- |
|            | Chi tiết | Vignotto 24', 27' |

| Ý                | 2–0                | Thụy Sĩ |
| ---------------- | ------------------ | ------- |
| Vignotto 8', 23' | Chi tiết (tiếng Ý) |         |

| Thụy Sĩ | 0–0                   | Pháp |
| ------- | --------------------- | ---- |
|         | Chi tiết (tiếng Pháp) |      |

Ý lọt vào vòng chung kết.

### Bảng 4
| Đội      | Đ | Tr | T | H | B | BT | BB |
| -------- | - | -- | - | - | - | -- | -- |
| Đan Mạch | 8 | 6  | 3 | 2 | 1 | 8  | 5  |
| Hà Lan   | 6 | 6  | 2 | 2 | 2 | 12 | 9  |
| Tây Đức  | 5 | 6  | 0 | 5 | 1 | 6  | 7  |
| Bỉ       | 5 | 6  | 1 | 3 | 2 | 7  | 12 |

| Bỉ                       | 3–2                     | Hà Lan                             |
| ------------------------ | ----------------------- | ---------------------------------- |
| ?? 36' · ?? 38' · ?? 39' | Chi tiết (tiếng Hà Lan) | Fortuin 1' · de Jong-Desaunois 37' |

| Hà Lan                     | 2–1                     | Đan Mạch     |
| -------------------------- | ----------------------- | ------------ |
| Camper 34' · de Bakker 38' | Chi tiết (tiếng Hà Lan) | Mogensen 24' |

| Đan Mạch         | 1–0                       | Bỉ |
| ---------------- | ------------------------- | -- |
| Nielsen-Mann 11' | Chi tiết (tiếng Đan Mạch) |    |

| Tây Đức     | 1–1      | Bỉ           |
| ----------- | -------- | ------------ |
| Gebauer 61' | Chi tiết | A.Martens 6' |

| Hà Lan                             | 2–2                     | Tây Đức                        |
| ---------------------------------- | ----------------------- | ------------------------------ |
| Camper 42' · de Visser 57' (ph.đ.) | Chi tiết (tiếng Hà Lan) | Camper 7' (l.n.) · Bormann 68' |

| Hà Lan                                                               | 5–0                     | Bỉ |
| -------------------------------------------------------------------- | ----------------------- | -- |
| de Visser 15' · Timisela 41' · Camper 43' · Timmer 53' · de Haan 61' | Chi tiết (tiếng Hà Lan) |    |

| Tây Đức      | 1–1                       | Đan Mạch       |
| ------------ | ------------------------- | -------------- |
| Koekkoek 29' | Chi tiết (tiếng Đan Mạch) | J.Andersen 51' |

| Đan Mạch        | 1–0                       | Tây Đức |
| --------------- | ------------------------- | ------- |
| L.S.Nielsen 17' | Chi tiết (tiếng Đan Mạch) |         |

| Bỉ                        | 2–2                       | Đan Mạch             |
| ------------------------- | ------------------------- | -------------------- |
| Poesen 55' · Vendonck 74' | Chi tiết (tiếng Đan Mạch) | Frederiksen 17', 43' |

| Tây Đức        | 1–1                     | Hà Lan        |
| -------------- | ----------------------- | ------------- |
| Eichenlaub 30' | Chi tiết (tiếng Hà Lan) | de Visser 46' |

| Bỉ            | 1–1      | Tây Đức  |
| ------------- | -------- | -------- |
| C.Martens 55' | Chi tiết | Neid 46' |

| Đan Mạch                       | 2–0                     | Hà Lan |
| ------------------------------ | ----------------------- | ------ |
| L.S.Nielsen 20' · Mogensen 27' | Chi tiết (tiếng Hà Lan) |        |

Đan Mạch lọt vào vòng chung kết.